# 승일 (기업)
승일(Seung Il Corp.)은 썬그룹 계열의 대한민국의 기업이다. 본사는 충청남도 천안시 서북구 직산읍 4산단1길 10에 위치해 있다. 대표이사는 현창수이다.

## 역사
故 현진국 회장이 1961년 승일공업사로 시작하여 라이터 가스 캔 제조업체를 시작하였다. 1974년 승일제관으로 사명을 변경하였다가 2007년 현재의 사명을 변경하였다.
1989년 부탄가스 '썬연료' 사업을 따로 떼어내 태양산업을 설립하였다.

## 종속회사
- 태양산업
- 세안산업

## 같이 보기
- 태양 (기업)

## 참고 문헌
1. ↑  승일, 제관 외고집 50년…세계를 제패하다, 에너지코리아, 2010.10.12
2. ↑  창립 50주년 맞은 (주)승일, 가스신문, 2010.10.12
3. ↑  '깡통' 만들기 50년..."0.1%가 되다", 머니투데이, 2010.10.13